# Ján Čarnogurský
Ján Čarnogurský (Bratislava, 1º gennaio 1944) è un politico slovacco.
È stato Primo ministro della Repubblica Socialista Slovacca (ai tempi parte della Cecoslovacchia) dal maggio 1991 al giugno 1992.
Dal 1990 al 2000 è stato Presidente del Movimento Cristiano-Democratico.
Ha ricoperto il ruolo di Ministro della giustizia dall'ottobre 1998 all'ottobre 2002. In questo incarico è stato preceduto da Jozef Liščák e succeduto da Daniel Lipšic.
Inoltre è stato Ministro dell'interno ad interim nel novembre 1990, Vice-Primi ministro della Repubblica Socialista Slovacca dal giugno 1990 all'aprile 1991 e Vice-Primo ministro della Cecoslovacchia dal dicembre 1989 al giugno 1990.